# Aderus troglodytes
Aderus troglodytes es una especie de coleóptero de la familia Aderidae. Fue descrita científicamente por George Charles Champion en 1916.

## Distribución geográfica
Habita en Selangor (Malasia).